# 孤立奇点
假设X是一个代数簇，P∈X是X上的一个奇点，如果存在一个包含P的开邻域（又称开集）U，使得U中不在包含其他的奇点， 那么就称P是孤立奇点。
在亚纯函数中，所有奇点都是孤立的；但如果一个函数的所有奇点都是孤立的，并不能保证它是亚纯函数。复分析中许多有用的工具，例如洛朗展开、留数定理等，都需要保证相关奇点的孤立性才能应用。
孤立奇点分为三种：
- 可去奇点
- 极点
- 本性奇点

## 例子
函数{\displaystyle {\frac {1}{z}}}在{\displaystyle z=0}处有孤立奇点。
余割函数{\displaystyle \csc(\pi z)}在所有整数点处有孤立奇点。
函数{\displaystyle \exp({\frac {1}{z}})}在{\displaystyle z=0}处有孤立奇点，这是一个本质奇点。

## 复分析中孤立奇点与洛朗展开的关系

### 可去奇点、极点、本性奇点的定义
三种孤立奇点有许多等价定义，以下列出部分，用以说明与洛朗级数的关系。
1. 一个孤立奇点{\displaystyle a}被称作可去奇点，如果{\displaystyle \lim _{z\rightarrow a}<\infty }；
2. 一个孤立奇点{\displaystyle a}被称作极点，如果{\displaystyle \lim _{z\rightarrow a}=\infty }；
3. 一个孤立奇点{\displaystyle a}被称作本性奇点（又译作本质奇点），如果极限{\displaystyle \lim _{z\rightarrow a}}不存在。

### 洛朗级数的主要部分
复函数{\displaystyle f(z)}在一个以点{\displaystyle c}为圆心的解析的环形区域{\displaystyle D}上可以展开成这样的级数形式
{\displaystyle f(z)=\sum _{n=-\infty }^{\infty }a_{n}(z-c)^{n}}
其中，{\displaystyle a_{n}}具有这样的形式：{\displaystyle a_{n}={\frac {1}{2\pi i}}\oint _{\gamma }{\frac {f(z)\,dz}{(z-c)^{n+1}}}.\,}。积分路径γ是一条逆时针方向的可求长曲线，把c包围起来，位于圆环A内。
此时，{\displaystyle f(z)}的洛朗展开式中，指数为负数的部分{\displaystyle \sum _{n=-\infty }^{-1}a_{n}(z-c)^{n}}称作{\displaystyle f(z)}的主要部分(principal part)。

### 可去奇点、极点、本性奇点与洛朗级数的主要部分的关系
以下可以看作可去奇点、极点、本性奇点又一等价定义。
1. 假设{\displaystyle a}是复函数{\displaystyle f(z)}的一个可去奇点，则{\displaystyle f(z)}在{\displaystyle a}处邻域内的洛朗级数展开式不含有主要部分。
2. 假设{\displaystyle a}是复函数{\displaystyle f(z)}的一个极点，则{\displaystyle f(z)}在{\displaystyle a}处邻域内的洛朗级数展开式的主要部分仅含有有限项；且主要部分的项数恰等于极点{\displaystyle a}的阶数。
3. 假设{\displaystyle a}是复函数{\displaystyle f(z)}的一个本性奇点，则{\displaystyle f(z)}在{\displaystyle a}处邻域内的洛朗级数展开式的主要部分含有无穷多项。